# (524049) 2000 CQ105
(524049) 2000 CQ105 est un objet transneptunien classé comme objet épars.

## Caractéristiques
(524049) 2000 CQ105 mesure environ 250 km de diamètre, ce qui le qualifie comme un candidat au statut de planète naine.